# Distretti di Samoa

Distretti di Samoa

I distretti di Samoa (samoano: ʻO itūmālō o Sāmoa) costituiscono la suddivisione territoriale di primo livello del Paese e ammontano a 11, di cui 5 siti sull'isola di Upolu e 6 sull'isola di Savai'i.

## Lista
| Mappa | Distretto     | Capoluogo        | Popolazione (2006) | Superficie (km²) |
| ----- | ------------- | ---------------- | ------------------ | ---------------- |
|       | A'ana         | Leulumoega       | 20 769             | 193              |
|       | Aiga-i-le-Tai | Mulifanua        | 4 857              | 27               |
|       | Atua          | Lufilufi         | 21 826             | 413              |
|       | Fa'asaleleaga | Safotulafai      | 13 404             | 266              |
|       | Gaga'emauga   | Saleaula         | 7 487              | 223              |
|       | Gaga'ifomauga | Safotu           | 4 842              | 365              |
|       | Palauli       | Vailoa i Palauli | 9 082              | 523              |
|       | Satupa'itea   | Satupa'itea      | 5 260              | 127              |
|       | Tuamasaga     | Afega            | 85 112             | 479              |
|       | Va'a-o-Fonoti | Samamea          | 1 624              | 38               |
|       | Vaisigano     | Asau             | 6 478              | 178              |

- Aiga-i-le-Tai comprende le isole Manono, Apolima e Nu'ulopa.
- Atua comprende le isole Aleipata e Nu'usafe'e.
- Gaga'emauga comprende le enclavi di Upolu (i villaggi di Salamumu e Leauvaa).